# Partida de crichet
Partida de crichet este o pictură în ulei pe pânză din 1873 a pictorului francez Édouard Manet. Face parte din colecția muzeului Städel din Frankfurt pe Main.
Manet a reprezentat un joc de crichet, un joc în vogă în societatea bună a vremii, în grădina prietenului său Alfred Stevens. Acest joc permitea să se întâlnească în aer liber într-o atmosferă relaxată, la marginea societății încorsetate a vremii. Remarcăm prezența în acest tablou a lui Alfred Stevens, Paul Rodier, Victorine Meurent și Alice Legouvé.